# Andakatany
Andakatany is een plaats en commune in het centrum van Madagaskar, behorend tot het district Manandriana, dat gelegen is in de regio Amoron'i Mania. Tijdens een volkstelling in 2001 telde de plaats 4.200 inwoners.
De plaats biedt enkel lager onderwijs aan. 49,9 % van de bevolking werkt als landbouwer en 49,9 % houdt zich bezig met veeteelt. De belangrijkste landbouwproducten zijn rijst en bonen; andere belangrijke producten zijn pinda's en mais. Verder is 1% actief in de dienstensector.